# James Reilly (Schwimmer)
James Herbert Reilly (* 11. März 1890 in New York City; † 3. März 1962 in Auburn) war ein US-amerikanischer Schwimmer.

## Karriere
Reilly besuchte die New York University. 1912 nahm er an den Olympischen Spielen in Stockholm teil. Hier scheiterte er in den Wettbewerben über 100 m und 400 m Freistil jeweils im Vorlauf an der Halbfinalqualifikation. Für die Disziplin 1500 m Freistil war der Schwimmer ebenfalls gemeldet, trat aber nicht an. Nach seiner aktiven Laufbahn betätigte sich der US-Amerikaner zwischen 1916 und 1957 als Schwimmtrainer an der Rutgers University – so trainierte er diverse erfolgreiche Schwimmer wie den zweifachen Olympiasieger George Kojac. Für seine Arbeit wurde er in die Rutgers Athletic Hall of Fame aufgenommen. Zusätzlich war er zwischen 1920 und 1927 Direktor der Eastern Collegiate Swimming Association.